# Dani Güiza
Daniel González Güiza (Jerez de la Frontera, Španjolska, 17. kolovoza 1980.) španjolski je nogometaš i bivši nacionalni reprezentativac. Trenutačno je član španjolskog niželigaša Rote.
U sezoni 2007./08. kao igrač RCD Mallorce bio je najbolji strijelac Primere zbog čega je osvojio Trofeje Pichichi i Zarra. Također, 2008. godine s Furijom je postao europski prvak na Euru u Austriji i Švicarskoj. Ondje je kao napadač zabio golove u pobjedama protiv Grčke i Rusije.

## Klupska karijera
Güiza je nogometnu karijeru započeo u lokalnom Xerezu a nakon jedne sezone odlazi u RCD Mallorcu gdje je uglavnom igrao u B momčadi a slan je i na posudbe u Dos Hermanas, Recreativo te Barcelonin rezervni sastav. Istekom ugovora igrač odlazi u redove drugoligaša Murcije gdje se istaknuo s 36 prvenstvenih pogodaka u dvije sezone. Taj uspjeh je impresionirao njemačkog stručnjaka Bernda Schustera koji ga u ljeto 2005. dovodi u Getafe. U novoj momčadi bio je standardni igrač te jedan od vodećih strijelaca La Lige. Primjerice, klupski predsjednik Ángel Torres opisao ga je kao "najboljeg realizatora u prvoj ligi nakon Ronalda".
2007. godine Dani Güiza se vraća u RCD Mallorcu u transferu vrijednom pet milijuna eura. Sam posao sklopila je igračeva supruga i agentica Nuria Bermúdez. U novo-starom klubu je zabio 27 pogodaka u 37 utakmica čime je postao najbolji prvenstveni strijelac te je osvojio Trofej Pichichi. Taj uspjeh mu je omogućio da ga izbornik Luis Aragonés uvrsti na popis reprezentativaca za predstojeće Europsko prvenstvo 2008. godine. Na tom turniru Španjolska je osvojila kontinentalni naslov a Danija kupuje turski Fenerbahçe za 14 milijuna eura.
Već nakon prve polusezone u Istanbulu, Güizu je htio dovesti Harry Redknapp koji je tada preuzeo Tottenham Hotspur. S Fenerom je u sezoni 2010./11. osvojio tursko prvenstvo nakon čega se vraća u domovinu gdje 18. kolovoza 2011. ponovo potpisuje za Getafe. Vrijednost transfera je iznosila šest milijuna eura dok je ugovor sklopljen na tri godine. Budući da ondje nije uspio ostvariti prijašnju napadačku učinkovitost, početkom studenog 2012. odlazi na posudbu u malezijski Johor Darul Ta'zim.
2013. godine igrač se pridružuje paragvajskoj momčadi Cerro Porteño za koju je debitirao 14. rujna protiv Sportivo Carapeguje. Ondje je ušao u igru u 69. minuti a već nakon četiri minute igre zabio je pogodak u velikoj 4:0 pobjedi. Te sezone s klubom je osvojio paragvajsko prvenstvo a godinu potom s njime nastupa na Copi Libertadores gdje je zabio tri pogotka.

## Reprezentativna karijera
Igrač je za Španjolsku debitirao 21. studenog 2007. u kvalifikacijskoj utamici protiv Farskih Otoka kada je Furija već osigurala plasman na EURO 2008. Na tom turniru je zabio golove u pobjedama protiv Grčke i Rusije čime je dao vlastiti doprinos u španjolskom trijumfu i osvajanju europskog naslova.
S reprezentacijom je nastupio i na Kupu konfederacija 2009. gdje je Španjolska osvojila treće mjesto. Sam igrač je igrao u susretu skupine protiv Iraka dok je u borbi za broncu protiv domaćina Južne Afrike zabio dva pogotka u 3:2 pobjedi.

##### Pogoci za reprezentaciju
| #  | Datum               | Mjesto                                      | Protivnik   | Pogodak | Rezultat | Natjecanje                     |
| -- | ------------------- | ------------------------------------------- | ----------- | ------- | -------- | ------------------------------ |
| 1. | 18. lipnja 2008.    | Stadion Wals Siezenheim, Salzburg, Austrija | Grčka       | 1 : 2   | 1 : 2    | EURO 2008.                     |
| 2. | 26. lipnja 2008.    | Stadion Ernst Happel, Beč, Austrija         | Rusija      | 0 : 2   | 0 : 3    | EURO 2008.                     |
| 3. | 9. lipnja 2009.     | Stadion Tofik Bahramov, Baku, Azerbajdžan   | Azerbajdžan | 0 : 6   | 0 : 6    | Prijateljska utakmica          |
| 4. | 28. lipnja 2009.    | Royal Bafokeng Stadion, Rustenburg, JAR     | JAR         | 1 : 1   | 2 : 3    | FIFA Konfederacijski kup 2009. |
| 5. | 28. listopada 2009. | Royal Bafokeng Stadion, Rustenburg, JAR     | JAR         | 1 : 2   | 2 : 3    | FIFA Konfederacijski kup 2009. |
| 6. | 18. studenog 2009.  | Stadion Ernst Happel, Beč, Austrija         | Austrija    | 1 : 4   | 1 : 5    | Prijateljska utakmica          |

## Privatni život
Güiza je romskog podrijetla. U braku je s nogometnom menadžericom Nurijom Bermúdez koja mu je ugovorila transfer u RCD Mallorcu vrijedan pet milijuna eura. Ona je postala medijski poznata po izjavi da je spavala s najmanje šet igrača Real Madrida zbog čega ju je tužio Luís Figo koji je spomenut kao jedan od njih.

## Osvojeni trofeji

### Klupski trofeji
| Klub          | Trofej          | Sezona / godina |
| Turska        | Turska          | Turska          |
| ------------- | --------------- | --------------- |
| Fenerbahçe    | Turski Superkup | 2009.           |
| Fenerbahçe    | Süper Lig       | 2010./11.       |
| Paragvaj      |                 |                 |
| Cerro Porteño | Clausura        | 2013.           |

### Reprezentativni trofeji
| Turnir                     | Trofej | Godina |
| -------------------------- | ------ | ------ |
| EP u Austriji / Švicarskoj | Zlato  | 2008.  |
| Kup Konfederacija u JAR-u  | Bronca | 2009.  |

### Individualni trofeji
| Trofej          | Sezona    |
| --------------- | --------- |
| Trofej Pichichi | 2007./08. |
| Trofej Zarra    | 2007./08. |

## Vanjske poveznice
- National Football Teams.com